# Carlo Prato
Carlo Alberto Prato (Susa, 15 aprile 1909 – Torino, 4 febbraio 1949) è stato un pianista, compositore e direttore d'orchestra italiano.
Occasionalmente è stato anche cantante. È entrato nella storia della musica leggera sia come scopritore di talenti (il Trio Lescano, Ernesto Bonino, il Duo Fasano) sia come compositore di canzoni di successo (C'è una casetta piccina, Quando la radio, Ciao Turin).

## Biografia
Trasferitosi a Torino, inizia ad esibirsi con una propria orchestra (con Tommaso Ansalone al clarinetto), riproponendo brani di genere swing in molte sale da ballo cittadine, tra cui il Savoia Bagni, sulle rive del Po; viene poi assunto all'Eiar all'inizio degli anni '30, e diventerà direttore dell'orchestra dell'ente radiofonico di Torino (a partire dal 1941) e preparatore vocale dei cantanti; collaborerà inoltre con le case discografiche Cetra e Parlophon, realizzando molti arrangiamenti.
Nello stesso periodo si esibisce come cantante lirico in parti da basso, cantando tra l'altro nella rappresentazione torinese del Guglielmo Ratcliff di Pietro Mascagni, avvenuta il 5 ottobre 1933 negli studi dell'Eiar, con la direzione dell'orchestra dello stesso Mascagni, nel doppio ruolo di Robin e di John.
Nel 1935 scopre le tre sorelle Leschan, olandesi, che prepara e lancia con la denominazione Trio Vocale Sorelle Lescano; in questo periodo inoltre compone molte canzoni.
Alla fine del 1940 lancia Ernesto Bonino e il futuro impresario Aldo Landi, e l'anno seguente scopre il Duo Fasano: al provino le due sorelle eseguono Pippo non lo sa, e il maestro Prato rimane così colpito da loro da chiamare i colleghi Pippo Barzizza, Tito Petralia e Cinico Angelini per far loro ascoltare le gemelle.
Sempre nel 1941 ha, tra i suoi allievi, Nella Colombo e, nello stesso periodo, Mara Mauri.
Nel 1942 collabora con il Quartetto Cetra, che si trova per qualche tempo nel capoluogo piemontese; nello stesso periodo forma il Trio Aurora, di cui fa parte anche Lidia Martorana che, in seguito, avrà una discreta carriera da solista.
Dopo l'8 settembre viene richiamato alle armi, con il grado di caporal maggiore e, dopo aver rifiutato l'adesione alla Repubblica di Salò, viene deportato nel lager Stalag XII-A a Limburg; tra i suoi compagni di prigionia vi è Giovanni Giovannini.
Nel dopoguerra forma nel 1947 un quartetto vocale femminile, formato da Rica Pereno, Mariuccia Barbesini, Mariolina Gai e Santina Della Ferrera, il Quartetto Stars, facendolo debuttare alla Rai di Torino; nello stesso periodo forma i Radio Boys, di cui fa parte anche Luciano Benevene.
Colpito da un male incurabile, muore nel 1949 all'età di 39 anni: il suo ultimo successo è postumo, ed è la canzone Ciao Turin, cantata in piemontese che diventa un inno per gli emigranti ottenendo un successo strepitoso.

## Le principali canzoni scritte da Carlo Prato
| Anno | Titolo                          | Autori del testo                      | Autori della musica | Interpreti                        |
| ---- | ------------------------------- | ------------------------------------- | ------------------- | --------------------------------- |
| 1937 | Cuori sotto la pioggia          | Enrico Maria Chiappo                  | Carlo Prato         | Trio Lescano                      |
| 1939 | Cuore contro cuore              | Mario Valabrega e Vittorio Mascheroni | Carlo Prato         | Alberto Rabagliati e Trio Lescano |
| 1940 | Quando la radio                 | Riccardo Morbelli                     | Carlo Prato         | Alberto Rabagliati                |
| 1941 | C'è una casetta piccina (sposi) | Mario Valabrega                       | Carlo Prato         | Alberto Rabagliati                |
| 1941 | Tocco il cielo col dito         | Riccardo Morbelli                     | Carlo Prato         | Alberto Rabagliati                |
| 1942 | Vecchio Pedro                   | Mario Valabrega                       | Carlo Prato         | Quartetto Cetra                   |
| 1949 | Ciau Turin                      | Lampo                                 | Carlo Prato         | Sergio Ponalini e i Radio Boys    |